# Ieló
Ieló (en rus: Ело) és un poble de la república de l'Altai, a Rússia, que el 2016 tenia 800 habitants, pertany al districte d'Ongudai.